# Chatsworth (Iowa)
Chatsworth és una població dels Estats Units a l'estat d'Iowa. Segons el cens del 2000 tenia 89 habitants.

## Demografia
Segons el cens del 2000, Chatsworth tenia 89 habitants, 36 habitatges, i 23 famílies. La densitat de població era de 70,1 habitants per km².
Dels 36 habitatges en un 33,3% hi vivien nens de menys de 18 anys, en un 47,2% hi vivien parelles casades, en un 2,8% dones solteres, i en un 36,1% no eren unitats familiars. En el 30,6% dels habitatges hi vivien persones soles el 13,9% de les quals corresponia a persones de 65 anys o més que vivien soles. El nombre mitjà de persones vivint en cada habitatge era de 2,47 i el nombre mitjà de persones que vivien en cada família era de 3,09.
Per edats la població es repartia de la següent manera: un 31,5% tenia menys de 18 anys, un 4,5% entre 18 i 24, un 32,6% entre 25 i 44, un 16,9% de 45 a 60 i un 14,6% 65 anys o més.
L'edat mediana era de 35 anys. Per cada 100 dones de 18 o més anys hi havia 103,3 homes.
La renda mediana per habitatge era de 18.333 $ i la renda mediana per família de 25.625 $. Els homes tenien una renda mediana de 35.833 $ mentre que les dones 16.875 $. La renda per capita de la població era de 12.673 $. Entorn del 19% de les famílies i el 38,1% de la població estaven per davall del llindar de pobresa.

## Poblacions més properes
El següent diagrama mostra les poblacions més properes.